# جدل لقاح الحصبة والنكاف والحصبة الألمانية

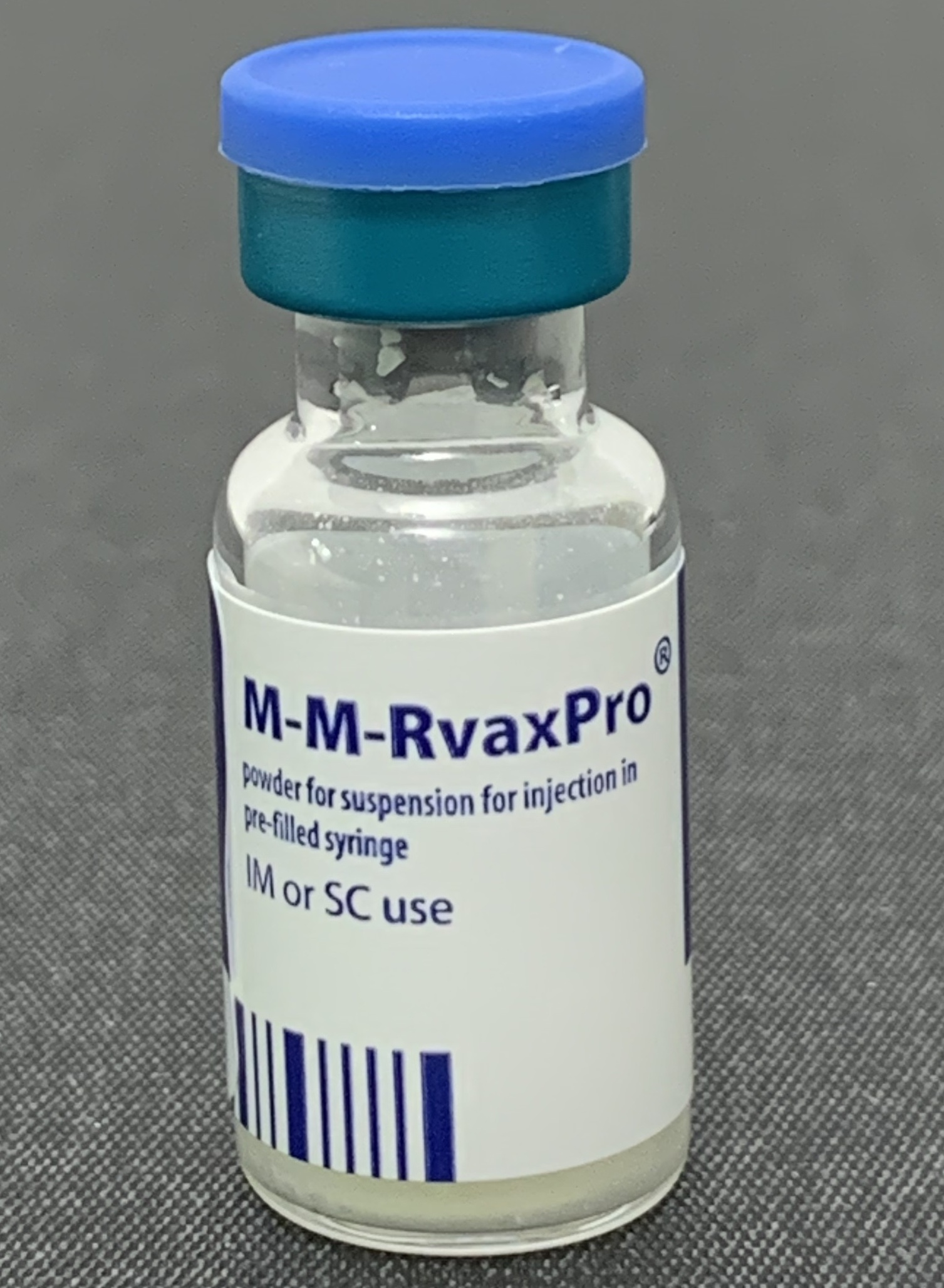

جدل لقاح الحصبة والنكاف والحصبة الألمانية بدأ مع النشر الاحتيالي عام 1998 لورقة بحثية في المجلة الطبية المِبضعالتي دعمت الادعاء الذي زعم أن التهابات القولون واضطرابات طيف التوحد مرتبطة بمزيج لقاح الحصبة ,والنكاف ,والحصبة الألمانية. تم نقد الإعلام لإشاعة الخبر بطريقة ساذجة ومُفرطة وإعطاء مصداقية لمصمم الاحتيال، أندرو ويكفيلد.
بعد تحقيقات قام بها الصحفي براين دير ‏ لصحيفة الصنداي تايمز، أبلغت عن كون أندرو وايكفيلد الكاتب للمقالة العلمية الأصلية صاحب نزاعات مماثلة غير مصرح بها، وقام بتزوير دلائل، وقام بنكث وعود أخلاقية أخرى. صحيفة المبضع قامت بالتراجع عام 2004 وانسحبت تماماً في عام 2010 , عندما وصف رئيس تحرير المجلة الخبر بأنه «خاطئ تماماً» وقال بأن المجلة تم «خداعها».
تم الحكم على وايكفيلد بأنه مذنب من قِبلمجلس الطب العام بسوء السلوك المهني في مايو 2010 وتم حجبه من السجلات الطبية، مما عنى عدم تمكنه من ممارسة الطب في المملكة المتحدة. في عام 2011 , قام دير بتوفير معلومات أكثر عن ممارسات وايكفيلد الخاطئة في مجال البحث للمجلةالطبية البريطانية، والتي قامت بوصف المقالة البحثية على أنها احتيالية بتقرير موقُّع . كان الإجماع العلمي على أن اللقاح لا علاقة له بنشوء التوحد، وأن فوائد اللقاح تفوق كثيراً على مخاطره.  
بعد الادعائات الأساسية في 1998 , تم الشروع بالعديد من الأبحاث في علم الأوبئة. ومراجعات للأدلة من قِبل مركز التحكم بالأوبئة والوقاية، الأكاديمية الأمريكية لطب الأطفال، منظمة الطب التابعة لأكاديمية العلوم في الولايات المتحدة، الخدمة الصحية في المملكة المتحدة، ومكتبة كوتشرين، وكل ما سبق لم يجد أي صِلة بين لقاح الحصبة والنكاف والروبيلا وبين التوحد. بينما وجدت مكتبة كوتشرين الحاجة لتطوير تصميم اللقاح ورفع تقارير عن مدى أمان ونواتج لقاح الحصبة في الدراسات القادمة. وانتهت إلى الاستنتاج أن دلائل أمان وومفعول اللقاح في الحد من الإصابة بالمرض الذي لا يزال يحمل خطر كبير بالوفاة، تبرر استخدامه العالمي، وأن فقدان الثقة باللقاح أدى إلى إضرار الصحة العامة. انعقد اجتماع خاص في محكمة بالولايات المتحدة لمراجعة الادعاءات تحت برنامج تعويضات أضرار اللقاحات الوطنية وتم رفض تعويض ادعاءات أهالي أطفال التوحد. 
الادعاءات في مقالة وايكفيلد في مجلة المبضع عام 1998 انشهرت بشكل واسع، وانخفضت نسب التلقيح في المملكة المتحدة وإيرلندا، تبعه إصابات عديدة بالحصبة والنكاف والحصبة الألمانية، مما أدى إلى ارتفاع أعداد الوفيات والإصابات البالغة الخطورة والدائمة. أطباء، مجلات طبية، ومحررين صحفيين، قامو بوصف ادعاءات وايكفيلد بالمُدلِّسة وربطوها بالانتشار الواسع للوباء وارتفاع أعداد الوفيات، وقامت مقالة في عام 2011 بوصف الربط بين اللقاح والتوحد بأنه «ربما أكثر الخدع الطبية ضرراً خلال المئة سنة الماضية». 

## الخلفية

### قلق بشأن سلالة الاورايب
قبل بِدأ الجدل الذي ربط اللقاح بالتوحد في 1998 , ارتفعت القلق بشأن سلامة لقاح الحصبة والنكاف بسبب الآثار الجانبية لسلالة اورايب المسببة للحصبة، التي تضمنت ظهور جانب من التهاب السحايا، نوع من الالتهاب عابر وفيروسي. في تجربة عام 1980 في بريطانيا احتوت لقاحات على سلالة الأورايب المسببة للحصبة حيث ظهرت ثلاث حالات ارتبطت بتشنجات متعلقة بالحمى لكل 1000 تلقيح. قلق من الآثار الجانبية للقاح ارتفعت من قبل السلطات الكندية والأمريكية بناء على تقارير من اليابان ربطت اللقاح بالتهاب السحايا الدماغي. السلطات الكندية قامت بسحب اللقاح المبني على سلالة الاورايب في نهايات ال1980 . 
ادخلت مؤسسة الصحة العامة في المملكة المتحدة اللقاح المبني على سلالة الاورايب المسببة للحصبة في عام 1998 , ثم ابدلته سبتمر عام 1992 بلقاح مصنع من سلالة الجريل لين بعد مطابقة مخاطر التهاب السحايا خلال 15-35 يوم بعد التلقيح. القرار تم نقده لاحقا بعد الحصول على مستندات تحت حركة حرية المعلومات. مع عدم وجود مخاطر ارتبطت باللقاح المصنع من سلالة الجيرل لين، قامت مؤسسة الصحة العامة البريطانية بسحب ثلاثة لقاحات للحصبة كانت متوفرة في ذلك الوقت (إيمارافاكس، المصنعة من المريكس في المملكة المتحدة، وبلاسيركس المصنعة من سميث كلين بيتشام) في مقابل التفضيل للقاح الماركة الثانية من ميرك شارب ودوهم المبنية على سلالة جيرل لين. بالرغم من استمرار إعطاء لقاح الماركة الثانية، فإن لقاح الحصبة بدأ بالهبوط بعد 1996 , بعد ادعاءات وايكفيلد بربط اللقاح بمرض التهاب الأمعاء وداء كرون. 
فصيلة اورايب لا تزال قيد الاستخدام في عدد من الدول، بسبب رخص استخدامها مقارنة بسلالة جيرل لين، وحيث أنها سلالة ذاتارتباط أعلى وآثار جانبية متوسطة لا تزال تملك فوائد في خفض نسب الإصابة بالمرض. 

### حملة إعادة التلقيح
بعد عودة انتشار الحصبة، التي حصلت في إنجلترا في 1992 , وبعد تحليل المعطيات المتعلقة بالوبائيات السيريولوجية مع النمذجة الرياضية، توقعت السلطات البريطانية الصحية طفرة كبيرة في عودة مرض الحصبة في الأطفال في عمر المدارس، تم فحص استراتيجيتين بعد ذلك: تلقيح جميع الأطفال الذين ليس لديهم تاريخ تلقيح حصبة سابق، أو تلقيح الأطفال بغض النظر عن تاريخ أخذهم لقاحات أو لا. في نوفمبر من عام 1994 , القرار الثاني تم أخذه، وتم القيام بحملة تلقيح ضد الحصبة والنكاف والحصبة الألمانية، وصفت بأنها «أحد أكثر مبادرات اللقاحات الطموحة في تاريخ بريطانيا». خلال شهر واحد،92% من 7.1 مليون طفل بعمر المدارس تلقى اللقاح ما بين عمر 5-16 . 

### بدأ الدعوى ضد اللقاح
في أبريل عام 1994 , ريتشارد بار، محامٍ، نجح في الفوز بدعوى قضائية ساعدت في ملاحقة نوعية ضد مصنعي اللقاح في المملكة المتحدة تحت بند حماية المستهلك عام 1987. الملاحقة كانت ضد أفينتس باستيور، سميث كلين بيتشام، وميرك.. مُصنعي لقاح امارفاكس، بلوسيركس والماركة الثانية من لقاح الحصبة والنكاف والحصبة الألمانية. هذه الدعوى القضائية، التي بنيت على ادعاء أن اللقاح هو منتج غير فعال ولم يكن من المتوجب استخدامه، كانت أول حركة كبيرة في ملاحقة اللقاح ممولة من مكتب الخدمات القانونية (التي أصبحت لجنة الخدمات القانونية، والتي حلت محل وكالة مكتب الخدمات القانونية) بعد تشكيلها في عام 1988. مع إخطار منشورين من أندرو وايكفيلد قاما باستكشاف دور فيروس الحصبةبداء كرون ومرض التهاب الأمعاء. قام بار بالتواصل مع ويكفيلد لخبراته. ووفقاً لمناصري ويكفيلد، الرجلين تقابلا أول مرة في السادس من يناير 1996. لجنة الخدمات القانونية أوقفت إكمالها في سبتمبر 2003 , منوهةً على احتمالية فشلها الكبيرة بناءً على الأدلة الطبية، مما أنهى تمويل أول دعوى قضائية باحثة من قبل اللجنة القانونية للخدمات. 

## بحث المِبضع 1998
في فبراير من عام 1998 , مجموعة قيدت من قبل أندرو وايكفيلد نشرت بحثاً احتياليا في المجلة الطبية المحترمة المِبضع، مدعومة بمؤتمر صحفي، في المستشفى الملكي المجاني في لندن. هذه الوقة البحثية قامت بالتقرير عن 12 طفل ذوي أمراض نموية مُحالين إلى المستشفى الملكي المجاني، ثمانية من أهالي أو أطباء هؤلاء الأطفال أشارو إلى بداية أعراض الأمراض لدى الأطفال مع تلقيهم لقاح الحصبة والنكاف والحصبة الألمانية. البحث قام بوصف مجموعة من أعراض الأمعاء، إيجادات من المناظير الداخلية ومن خُزع قيل أنها كانت دلائل على متزامنة جديدة وغريبة يصفها وايكفيلد لاحقاً بالتوحد المعوي القولوني، وقام بتوصيات لعمل أبحاث أخرى تربط الحالة بلقاح الحصبة والنكاف والحصبة الألمانية. البحث اقترح أن العلاقة بين التوحد وجهاز هضمي كانت حقيقية، لكنه ليس دليل على علاقة التوحد باللقاح. 
في المؤتمر الصحفي الذي عقد قبل نشر البحث، الذي انتُقِد لاحقاً على أنه «علم من قبل المؤتمرات الصحفية», وايكفيلد قال بأنه من الحكمة استخدام لقاح واحد بدلاً من اللقاح الثلاثي المُستخدَم في لقاح الحصبة والنكاف والحصبة الألمانية إلى أن يتم استبعاده على أنه محفز بيئي، أهالي الأطفال الثمانية من بين الإثني عشر طفلاً قيل أنهم القو اللوم على اللقاح، مدعين بأن أعراض التوحد بدأت بالظهور بعد أيام من أخذ اللقاح في عمر 14 شهراً تقريباً. ويكفيلد قال: «لا أستطيع متابعة دعم استخدام اللقاح الثلاثي ممزوجاً حتى يتم حل الأزمة», في فيديو للأخبار تم نشره من قبل مذيعي المشفى سبق المؤتمر الصحفي قال بأن يتمر إيقاف اللقاح الثلاثي مقابل الأحادي، وفي مقابلة للبي بي سي أشار معلم ويكفيلد الذي لم يكن المؤلف المشارك للبحث «أعترف بأن البحث كان مثيراً للجدل» أضاف «لكن مع الإدراك المتأخر ربما يكون إعطاء اللقاح بشكل منفصل أفضل..عندما كنا نعطي اللقاح الفردي لم تكن هناك مشاكل»  هذه الاقتراحات لم تكن مدعومن من قبل المؤلف المشارك لويكفيلد ولا بأي دليل علمي حقيقي. 
التغطية الإعلامية الأولية للقصة كانت معقولة بالنسبة لدراسة صغيرة، ذا جارديان وذا اندبندنت قامو بنقلها على الصفحة الأولى، بينما قامت الديلي مايل بذكر الخبر في منتصف الصفحة أما السنداي فلم تقم بتغطيته. 

### وايكفيلد لانسيت البحث المثير للجدل
بدأ الخلاف يكون زخماً في عام 2001 و 2002 , بعد أن نشر ويكفيلد بحثه الذي اقترح فيه أن برنامج دعم المناعة كان غير آمن. هذه كانت أوراق عامة بلا دلائل جديدة، منشورة في مجلة قاصرة، وبحثين مختبريين ادعا فيهما أن فيروس الحصبة وُجِد في عينات مأخوذة من أطفال مصابين بالتوحد ومشاكل معوية أخرى. كان هناك تغطية إعلامية واسعة تضمن دلائل وقصص محزنة وموجعة من الأهالي، وتغطية سياسية تتهم الخدمات الصحية والحكومة بأنها برزت بخدمات لم تلاقي المطالب. رئيس الوزراء توني بلاير كشف ما إذا كان ابنه الرضيع، ليو، قد أخذ الحقنة أو لا. كان أكثر خبر مثير للقصة في 2002 , مع 1257 مقالة مكتوبة غالباً من قبل أشخاص غير محترفين يعلقون على الخبر، في فترة يناير إلى سبتمر 2002 ,32% من القصص المكتوبة عن لقاح الحصبة والنكاف كانت تتضمن ليو بلاير، مقارنة ب25% فقط التي أتت بذكر ويكفيلد. أقل من ثلث القصص ذكرت الحقيقة الساحقة بأمان اللقاح. البحث المنشور والفيديو أثارو بشكل كبير فزعاً في المملكة المتحدة. نتيجة لهذا الذعر، الثقة باللقاح هبطت إلى ما يقارب 59% إلى 41% . في 2001 ,26% من أطباء العوائل شعروا بأن الحكومة قد فشلت في فسخ العلاقة المزعومة بين اللقاح والتوحد وأمراض التهاب الأمعاء. في كتابه علم سيء، قام بين جولدكير بوصف ذعر لقاح الحصبة والنكاف بأنه «واحد من أكبر ثلاث قصص علمية زائفة» من قبل الصحف البريطانية (الاثنين الأخرى كانت فضيحة الأرفاد بوسزتاي عن المحاصيل المعدلة جينياً، وكريس ماليسزيوكز وخدعة المرسا). 
الثقة بلقاح الحصبة والنكاف ازداد مع زيادة ايضاح أن ادعاءات وايكفيلد كانت غير مدعومة بأدلة علمية. في استبيان عام 2003 تم عمله على 366 طبيب عائلة في الولايات المتحدة أوضح أنه 77% منهم قد ينصحون باعطاء لقاح الحصبة والنكاف لطفل من عائلة ذات تاريخ متعلق بالتوحد، و 3% منهم يظنون أن التوحد قد يتسبب به أحياناً لقاح الحصبة والنكاف. اتسبيان مماثل في 2004 وجد أن هذه النسب تغيرت إلى 82% , وأن الثقة باللقاح قد ازدادت خلال السنتين الاثنين التاليتين. 
عامل في إثارة الجدل هو أن اللقاح المزدوج هو الوحيد المتوفر في المملكة المتحدة. منذ 2010 لا يوجد هناك لقاح أحادي للحصبة مصرح لاستخدامه في المملكة المتحدة، رئيس الوزراء توني بلاير أعطى دعمه للبرنامج، مجادلاً بأن اللقاح آمن لابنه، ليو، لكن رفض لأسباب شخصية أن يعلق ما إذا كان ابنه قد تلقى اللقاح أم لا، بالمقابل، رئيس الوزراء اللاحق جوردن براون، أكد بوضوح أن ابنه قد تلقى اللقاح، تشيري بلير أكدت أن ابنها ليو قد تلقى اللقاح أثناء ترويجها لسيرتها الذاتية. 
منح اللقاح المختلط بدلاً من المنفصل قلل من خطورة اصابة الأطفال بعدوى المرض أثناء انتظارهم للتلقيح الكامل. اعطاء حقنتين من اللقاح المختلط أدى إلى تقليل الألم وعدم الراحة، المختبرين عند اعطاءه على ست حقن مفصولة، وزيارات العيادات المطلوبة مع الحقن المنفصلة تزيد من نسبة تأخير أخذ أو فقدان أحد الحقن. قام ممتهنو الصحة بنقد شديد لوسائل الإعلام لتغطيتها الخبر المثير للجدل عن الحقنة مما أدى إلى تناقص حاد في أخذها. ليس هناك أي دليل علمي يشير إلى تفضيل استخدام الحقنة الثلاثية بشكل مزدوج ولا إلى أخذها على فترات مختلفة. 
جون واكر-سميث، مؤلف مشارك لبحث ويكفيلد ومناصر للقاح الحصبة والنكاف والحصبة الألمانية، كتب في عام 2002 أن دراسة لانتشار الوباء أظهرت أن اللقاح آمن لمعظم الأطفال، لكنه أشار إلى أن علم الأوبئة هو أداة غير دقيقة وأن الدراسات قد تفوِّت المجاميع التي في خطر التعرض للتوحد بسبب الحقنة. مع ذلك، فإنه إذا ظهر نوع فرعي من التوحد وتم التعرف عليه مرضياُ وإكلينيكياً فإنه من الجدير باختبارات علم الأوبئة أن تدرس ما إذا كان هناك علاقة ما بين النوع الفرعي الجديد للتوحد والحقنة  . ليس هناك أي دليل علمي يثبت تسبب الحقنة بمناعة الرضيع، كما ليس هناك أدلة تثبت العكس. 
في 2001 , بيريلوتز، أحد المؤلفين المشاركين في البحث، ذكر «أنا بالتأكيد لست أعلم ما إذا كان هناك دليل مقنع على فرضية أن لقاح الحصبة والنكاف والحصبة الألمانية يتسبب بالتوحد». مجتمع علم الأطفال الكندي،مركز التحكم بالأوبئة والأمراض،مؤسسة الطب وأكاديمية العلوم، والخدمة الصحية الوطنية البريطانية، استنتجوا جميعاً أنه لا يوجد دليل يربط ما بين الحقنة والتوحد، وفي عام 2011 قام مقال صحفي بوصف العلاقة ما بين الحقنة والتوحد «أكثر الكذبات ضرراً خلال المئة سنة الماضية». 

### تضارب المصالح
في فبراير من عام 2004 , بعد أربعة أشهر من التحقيقات، كتب براين دير في صحيفة الصنداي تايمز الصادرة عن لندن أنه، قبيل تقديمه لبحثه في مجلة المِبضع الطبية، استلم ويكفيلد 55ألف جنيه استرليني من محامي مكتب الخدمات القانونية بغية الحصول على أدلة تدين مصنعي اللقاح، وبأن عدد من الأهالي قالو بأن اللقاح قد أدى بالضرر على أبنائهم، وأن ويكفيلد لم يخبر زملاءه ولا السلطات الطبية عن تضارب المصالح هذا. عندما علم محررو اللانست (المِبضع) عن هذا الأمر، قالو بأنه بناءً على دلائل دير، لم يكن من المتوجب نشر البحث الذي قام به ويكفيلد بسبب أن إيجاداته كان «خاطئة تماماً»  . إلَّا أن وايكفيلد أصر على أن دعم مكتب الخدمات القانونية كان لبحث منفصل وغير منشور (وهو موقف تم رفضه لاحقاً من قِبل هيئة الادعاء العام الطبية البريطانية), محررو اللانست قالو بأنه كان من المفترض الإعلان عن مصدر التمويل لهم. ريتشارد هورتون، رئيس التحرير كتب، «يبدو الآن أنه من البديهي أننا قد قدَّرنا السياق العام الذي جاء به بحث ويكفيلد وزملاءه في عام 1998 في صحيفتنا، ونشره لم يكن ليحدث لولا ذلك.» عدد من زملاء ويكفيلد في البحث أيضاً اعلنو انتقادهم لعدم الإعلان عن مصدر التمويل. 
أكمل دير تقريره في القناة الرابعة في وثائقي عاجل: «لقاح الحصبة والنكاف: ما لم يخبروك به», بُثَّ في الثامن عشر من نوفمبر 2004 .هذا الوثائقي زعم بأن ويكفيلد قام بإعطاء حقنة نظيرة للقاح الحصبة والنكاف والحصبة الألمانية، وأن قد علِم بنتائج الاختبار من مختبره الخاص في المستشفى الملكي المجاني  والتي ساهمت بادعاءاته اللاحقة. وقد شُهِّر بتطبيقات وايكفيلد على المرضى في كتاب بول اوفيت «نبي التوحد الكاذب». 
في يناير من عام 2005 , قام ويكفيلد بمقاضاة القناة الرابعة، وشركة الإنتاج "20\20", والمحقق الكاتب براين دير الذي قام بإذاعة البرنامج، لكنه وبعد عامين من المقاضاة، والكشف عن أكثر من 400ألف جنيه استرليني من المبالغ الغير معلن عنها من قبل محامي وايكفيلد، قام بإيقاف حركته ودفع كل تكاليف الدفاع. 
في 2006 , قام دير بالتقرير في الصنداي تايمز بأن ويكفيلد قد استلم 435,643£ بالإضافة للنفقات، من قبل محامين بريطانيين، في محاولة منهم لإثبات أن الحقنة كانت خطيرة، مع مبالغ أخرى غير معلن عنها قبل سنتين من نشر البحث في مجلة المِبضع. هذا التمويل جاء من مكتب التمويل القانوني في المملكة المتحدة، مكتب تمويل هدفه تقديم خدمات للفقراء. 

### انسحاب للتفسيرات
مجلة المِبضع، والعديد من المجلات الطبية الأخرى تطلب من كاتب البحث الإيتاء باستنتاج أخير عن البحث، يعرف ب«التفسير». ملخص البحث الذي نُشِر في المبضع 1998 كان كما يلي: 
«التفسير: قد تعرفنا على مرض الأمعاء المصاحب والتراجع النموي في مجموعة من الأطفال الطبيعيين سابقاً، بأنه قد كان بشكل عام مصاحب لمحفزات بيئية» 
في مارس 2004 , مباشرة بعد انتشار الخبر عن زعم تصارع المصالح، عشرة من اثنا عشر كاتباً مشارك في بحث ويكفيلد قد سحبوا تفسيراتهم، مع إصرارهم على أن احتمالية ارتباط أمراض الأمعاء وحالة الأطفال المصابين بالتوحد بحاجة للمزيد من التحقيق. مع ذلك، فإن دراسة منفصلة عن الأطفال المصابين باضطرابات الأمعاء والمعدة لم توجد أي اختلافات بين الأطفال المصابين بالتوحد وأولئك الغير مصابين به، مع مراعاة وجود الحمض النووي لفيروس الحصبة في الأمعاء. وقد وُجِد أيضاً أن أعراض الأمعاء والمعدة وبداية ظهور التوحد لم يكن لها أي ارتباط بحقنة ولقاح الحصبة والنكاف والحصبة الألمانية. 

### التلاعب بالأدلة
في الثامن فبراير عام 2009 , أبلغ براين دير في تقرير آخر للصنداي تايمز بأن ويكفيلد قد «صحح» نتائج و «تلاعب» ببيانات المرضى في بحثه عام 1998 , حيث أنه قد أَوجد مظهر الربط مع التوحد. وايكفيلد نفى هذه الادعاءات، وحتى أنه أرسل شكوى للجنة شكاوى الصحافة (PCC)  حول هذه المقالة في 13 مارس 2009 . الشكوى تم تمديدها في العشرين من مارس 2009 بلواحق من قبل مروجي ويكفيلد. في يناير 2009 , نصت لجنة الشكاوى الصحفية أنها ستوقف أي استقصاءات بشأن المقالة في صحيفة الصنداي تايمز، بانتظار اختتام التحقيقات. خلال الحدث، ويكفيلد لم يتابع شكواه، والتي نشرها دير مع بيان يفيد أنه هو والصنداي تايمز ترفضها على أنها «خاطئة ومخادعة من جميع النواحي», وأن أخذ القرار قد تم ايقافه من قبل لجنة الشكاوي في فبراير 2010. 

### تحقيقات المجلس الطبي العام
المجلس الطبي العام (GMC), المسؤول عن منح رخص الأطباء ومراقبة الأخلاقيات الطبية في المملكة المتحدة، قام بالتحقيق بالحادثة. قام المجلس بجلب القضية بنفسها، بدون النظر بأي شكاوى خاصة، أو ادعاءات بأن التحقيق كان من أجل المصلحة العامة. أمين سر المجلس في ذلك الوقت، عضو البرلمان جون ريد، دعى إلى تحقيق في المجلس، تحقيق يبدو أن ويكفيلد قد تمنى حدوثه، أثناء مناظرة في مجلس العموم البريطاني، في 15 مارس 2004 , د.إيفان هاريس، ليبرالي ديموقراطي وعضو في البرلمان، دعى إلى تحقيق في النواحي الأخلاقية للقضية، في يونيو 2006 أكد المجلس العام على عقد جلسة سماعية لويكفيلد. 
التقت لجنة لياقة الممارسة الخاصة بالمجلس الطبي العام أولا في السادس عشر من يوليو 2007, لاعتبار قضية د.ويكفيلد، بروفيسور جون آنجس، وبروفيسور سيمون هاري مرتش. كل منهم تلقى تهم جدية في سوء التصرف المهني. تفحص المجلس، ضمن عدد من النقاط الأخلاقية ما إذا كان وايكفيلد والكتاب المشاركين الموافقة المطلوبة لعمل الاختبارات التي قامو بها على الأطفال ;تقرير التلاعب بالنتائج المذكور في التايمز، الذي برز بعد أن تم تحضير القضية، لم يكن ضمن المُساءلات في الجلسة السماعية. أكد المجلس أنه لن يقوم بتقييم النظريات الموضوعة حاسوبيا عن علاقة اللقاح بالتوحد. قام المجلس العام بادعاء أن الثلاثي قام بالتصرف بطريقة غير أخلاقية وغير صريحة في تحضير البحث عن لقاح الحصبة والنكاف. قاموا بنفي الادعاءات. تمت متابعة القضية أمام المجلس الطبي العام، ولجنة محلفين لياقة الممارسة الطبية مكونة من ثلاث أعضاء طبيين واثنان من العامة. 
في 28 يناير 2010 , قامت اللجنة باعطاء قرارها عن حقائق القضية: وُجِد أن ويكفيلد قام بتصرفات «غير صادقة وغير مسؤولة» وأنه قام «بتجاهلات قاسية» للأطفال ذوي العلاقة ببحثه، طالباً بحوث غير لازمة وعدوانية. وجدت اللجنة بأنه قام بأفعال عدوانية غير مببرة من دون موافقة لجان أخلاقية مستقلة. وأن ويكفيلد لديه أكثر من جدالات أخرى مثيرة للجدل. 

### الانسحاب التام والادعاءات الزائفة
ردا على تحقيقات المجلس الطبي العام، قام محرري اللانست بالإعلان في الثاني من فبراير 2010 أنهم قد «سحبوا الورقة البحثية تماماً من سجلاتهم المنشورة». 
نصوص محاضر الجلسات البريطانية للسادس عشر من مارس 2010 أصدرت تقرير اللورد مكول الذي يستفسر فيه ما إذا كانت الحكومة تعمل على خطط لاسترجاع أموال مكاتب الخدمات القانونية المدفوعة في سبيل تحقيق البحث المزيف عن الحصبة، النكاف، والحصبة الألمانية. اللورد باتش من وزارة العدل نفى هذه الاحتمالية. 
في أبريل 2010 , حكمت لجنة المحلفين على ويكفيلد بالإذناب بسوء التصرف المهني، وبأربع تهم بالخداع والتضليل و 12 تتعلق بإيذاء وإساءة معاملة أطفال ذوي احتياجات خاصة، وأمرت بأن يتم طرده من السجل الطبي. جون واكر-سميث أيضاً حكم عليه بالذنب بسوء التصرف المهني، وتم الطعن به في السجلات الطبية، لكن تمت تبرئته لاحقاً في 2012 بعد أن تم استئناف قضيته بالمحكمة العليا، لأن المجلس الطبي فشل في تحديد ما إذا كان واكر-سميث على علم بعمله للبحث الظاهر بمظهر تحقيقات كلينيكية وأبحاث علاجية، سيمون مرتش غير مذنب. 
في الخامس من يناير 2011 , قامت المجلة الطبية البريطانية، بنشر أول سلسلة مقالات من كتابة براين دير، تفصل كيف قام ويكفيلد وشكرائه بتزوير بعض البيانات في البحث المنشور في 1998 . بالنظر إلى السجلات ومقابلة الأهالي، دير وجد أن 12 من الأطفال الذين قام وايكفيلد بدراستهم، قد تم تعديل بياناتهم أو تغييرها لتناسب استنتاجات بحثه. استمراراً مع سلسلة المقالات، دير أخير أنه بناء على المستندات التي حصل عليها تحت قوانين حرية المعلومات، وايكفيلد –بمشاركة أحد آباء الأطفال المدروسين- قد خطط لطرح مغامرة مالية تناسباً مع ذعر اللقاح الذي حصل، تستربح من اختبارات طبية جديدة و «دعاوي مبنية على بحوث». واشنطن بوست صرحت أن دير قال بأن ويكفيلد قد تنبأ بأنه يمكنه «تحصيل أكثر من 43 دولار سنوياً من بيع معدات طبية تساعد على التشخيص» للحالة الجديدة،التوحد المعوي القولوني. ووفقاً لما جاء في ويب إم.دي، أن سلسلة المقالات في المجلة البريطانية الطبية قد زعمت أيضاً أن الدعاوى القضائية ستنجح أيضا في تسويق المنتجات وتطوير بدائل عن اللقاح إذا «زادت ثقة العامة بفشل اللقاح» 

## دور الإعلام
انتقد المراقِبون دور وسائل الإعلام في إثارة الجدل، المعروف ب«العلم من خلال التصريحات الصحفية», حيث أنهم زعموا أن الإعلام قد وفر لدراسة وايكفيلد مصداقية أكثر مما كانت تستحق. في مقالة نشرت من قبل شونا هيلتون، مارك باتيكرو، وكيت هَنت، سلَّمت بكون تقارير الإعلام عن دراسة ويكفيلد قد «صنعت تأثيراً خادعاً في أن العلاقة بين التوحد واللقاح أمر مدعوم». سابقاً مقالات نشرت في التواصل في الطب والمجلة الطبية البريطانية استنتجت بأن تقارير الإعلام أعطت صورة مضلِّلة عن مستوى الدعم لافتراضات ويكفيلد. 
في 2007 محرر في صحيفة طبيب أسترالي اشتكى من كون بعض الصحفيين قد استمروا بالدفاع عن دراسة ويكفيلد بعد أن نشرت مجلة المِبضع الأصلية انسحاب 10 من أصل 12 كاتب مشارك في البحث، لكنه أشار إلى دور براين دير الصحفي المحقق الذي لعب دور كبير في الكشف عن ضعف الدراسة. بي.آر ويك، أشارت إلى أنه بعد أن أزيل ويكفيلد من السجل الطبي المعتمد لسوء التصرف في مايو 2010 ,62% من المجيبين لاستطلاع رأي عام عن الضجة حول لقاح الحصبة والنكاف قد أفادوا أنهم لم يشعروا أن الإعلام قد قام بمسؤوليته أثناء تبليغ المشكلة الصحية. 
في صحيفة نيو انجلند الطبية أشارت مقالة تفحصت تاريخ معارضي التطعيم أن معارضة التطعيمات كانت قد وجدت من القرن التاسع عشر، لكن «أن الإعلام المختار من قبلهم الآن هو التلفاز والانترنت، ومنافذ التواصل الاجتماعي، والتي تستخدم لاستمالة الرأي العام، وتشتيت الانتباه عن الدلائل العلمية». المحرر صنف معارضي التطعيمات على أنهم أشخاص «يميلون إلى الارتياب بشأن الحكومات والمصانع، ذوي تفكير تآمري، إنكاري، إدراكهم محدود في أنماط التفكير، مغالطات منطقية، وعادة لإبدال المشاعر بالحقائق», يتضمنون أناس «غير قادرين على فهم وتفسير مفاهيم الخطر والاحتمالات إلى قرارات مبنية على علم-منطقي» إلى آخرين «يتعمدون سوء الظن، التخويف، تغليط البيانات، ويهددون بالعنف». 
في يناير 2011 محرر في مجلة المشاهِد الأميريكي، روبرت إم. جولدبيرج. أكَّد أن دلائل من المجتمع العلمي تشير إلى أن مشكلة ويكفيلد.. «أفسدت لهذا القدر بسبب أن الإعلام قد سمح لأتباع ويكفيلد بأن يشوهوا سمعة الحقائق العلمية فقط بقولهم ذلك». 
سيث منوكين، كاتب فيروس الهلع، يلوم أيضاً الإعلام جزئياً لترويجهم لتجارب الناس الشخصية ضد الدلائل العلمية المحضة، «التقارير الإعلامية أصبحت على شاكلة ‘لدينا كفتين نرجح بينهما‘ , هذه الفكرة أنه لديك جهتين لتختار بينهما تعني أنه عليك تقديمهما جميعاً بشكل متساوي». 
فيونا جودلي، محررة في المجلة الطبية البريطانية قالت في يناير 2011 :
«هذا البحث الأصلي قد تلقى الكثير من الاهتمام الإعلامي، مع إمكانية كبيرة لتخريب الصحة العامة، لدرجة أنه أصبح من الصعب جداً إيجاد توازي بين تاريخ العلوم الطبية. الكثير من الحيل الطبية تم الكشف عنها لكن غالباً بشكل أسرع بعد نشرها ومع مشاكل صحية أقل خطورة.» 
تصاعد القلق أيضاً على نظام النظر في مقالات المجلات الطبية، والذي يعتمد بشكل كبير على الثقة بين الباحثين، ودور الصحفيين الذين يبلغون تقارير عن النظريات العلمية. نيل كاميرون، تاريخي مختص بتاريخ العلم، يكتب للمونتريال جازيت، وصف الجدل بأنه «فشل الصحافة» والذي أدى إلى وفيات غير ضرورية، قائلاً بأن: 1) مجلة ذا لانسِت نشرت البحث بناء على معطيات إحصائية بلا معنى من مجرد 12 حالة.2)الحملة ضد التطعيم استمرت من خلال المجلة الهازئة «العين الخاصة». 3)مجاميع من الأهل الخائفين، والمشاهير السذج غذوا المخاوف المنتشرة. مجلة الجازيت أبلغت أيضاً: 
«ليس هناك ضمان أن فضح المقالة الأصلية سوف يحكم السيطرة على جميع الأهالي، الخبراء الطبيين بحاجة للعمل بكد لمحاولة إزالة الضرر الذي تسبب به الذي على ما يبدو بحث دموي تم التدقيق به من قبل مجلات عالمية مختلفة».

## المقاضاة
خلال ال1980 وال1990 , تم القيام بعدد من الدعاوي القضائية ضد مصنعي اللقاحات، مدعين بأن اللقاح قد تسبب باختلالات فيزيائية ونفسية للأطفال. بينما فشلت تلك الدعاوي، قامت بعمل قفزة كبيرة في تكاليف التطعيم للحصبة والنكاف والحصبة الألمانية، قامت شركات الصيدلة بمحاولة الحصول على حمايات السلطة التشريعية. في 1993 أصبحت KGaA الشركة الوحيدة المستعدة لبيع لقاحات الحصية والنكاف في الولايات المتحدة والمملكة المتحدة. 

### إيطاليا
في يونيو 2012 , محكمة محلية في ريميني، إيطاليا، قامت بالحكم على أن لقاح الحصبة والنكاف قد تسبب بالتوحد لولد ذو 15 شهراً من العمر. المحكمة اعتمدت بشدة في حكمها على البحث العاري عن الصحة وتجاهلت تماماً الأدلة العلمية المقابلة له. القرار استُأنِف في الثالث عشر من فبراير 2015 , وأُسقِط من قبل محكمة من المناشدات في بولونيا. 

### اليابان
هلع لقاح الحصبة والنكاف تسبب بنسبة قليلة من التلقيح (أقل من 30%), مما تسبب بتفشي في اليابان. كان هناك أكثر من 2002 وفاة بسبب الحصبة في اليابان بينما لم يوجد أي من الوفيات في المملكة المتحدة، لكن عدد الوفيات المتزايد نُسِب إلى تطبيق التطعيم في اليابان بعمرٍ متأخر. متحدث باسم وزارة الصحة قال بأن توقف الاستمرار لم يكن له أثر على الحصبة، لكنه أيضاً ذكر أن أعداد الوفيات زادت أثناء استخدام اللقاح. في 1994 قامت الحكومة بإيقاف استخدام اللقاح تبعاً للهلع الذي حدث في عام 1993 . تعتبر اليابان الآن البلد الوحيد المتطور والذي يحتوي على اصابات وبائية كثيرة بالحصبة، كما أطلق عليه «مُصدِّر الحصبة» من قبل مركز مكافحة الأوبئة والوقاية من الأمراض الأمريكي. في تبعات أخرى للهلع، في 2003 , سبعة ملايين طفل بعمر المدارس لم يتم تلقيحهم ضد الحصبة الألمانية. 
نسب التوحد استمرت بالتزايد في اليابان بعد توقف استخدام اللقاح، مما يلغي دلالة ارتباط اللقح بأي آثار كبيرة، ومما يعني أن سحب اللقاح من دول أخرى لن يؤثر على تقليل حالات التوحد. الحكومة اليابانية لا تستطيع إيجاد رابط بين اللقاح وبين التوحد، بحلول 2003 كانت لا تزال تحاول إيجاد لقاح مخلط ليصبح بديل عن لقاح الحصبة والنكاف. 
اكتُشِفَ لاحقاً أن بعض اللقاحات تم إعطاءها بعد انتهاء مدة صلاحيتها وان لقاح الحصبة والنكاف الإجبار سُحِب فقط بعد وفاة ثلاثة أطفال وأكثر من 2000 تقرير بآثاره الجانبية.  بحلول 1993 قامت الحكومة اليابانية بدفع 160,000 دولار أمريكي لتعويض العوائل للوفيات الثلاثة. الأهالي الآخرون لم يحصلوا على تعويضات لان الحكومة قد صرحت بأنه لا يوجد دليل على أن اللقاح قد كان السبب. قرروا أن يحاكموا المصنعين بدلاً من الحكومة، محكمة مقاطعة أوساكا حكمت في الثالث عشر من مايو 2003 أن وفاة الطفلين (من ضمن العديد من الحالات الأخرى) قد كان بالفعل بسبب السلالة اليابانية اورايب المتسببة بالحصبة والنكاف والحصبة الألمانية. في 2006 , المحكمة العليا في أوساكا صرحت في حكم آخر أن لقاح الحصبة والحُميراء –الحصبة الألمانية- قد تسبب بأعراض جانبية حادة للأطفال.  

### المملكة المتحدة
أُعلِن عن القواعد قبل البدأ بالاجراءات المدنية، مقاضاة لقاح الحصبة والنكاف والحصبة الألمانية قد حصل على منزلته كقضية جماعية، أنجزت بما عُرِف فيما بعد باتجاه حركة عدالة اللورد تشيف في 8 يوليو 1999. في الثامن من يونيو 2007 , قاضي المحكمة العليا، القاضي كيث، وضع حداً لقضية المجموعة وذلك بسبب سحب الدعم المالي من قبل مكتب الخدمة القانونية، مما جعل السعي للمطالب مستحيلاً. وقام بالحكم على أن يتم إيقاف التهم ضد شركات الصيدلة جميعها إلا تهمتان. أكد القاضي أن حكمه لا يبلغ حد رفض الادعاءات التي ربطت تطعيمات الحصبة والنكاف والحصبة الألمانية بإضرار الأطفال.
جماعة ضغط تُدعى جابس JABS (عدل، توعية، دعم أساسي) تم تأسيسها لتمثيل عوائل الأطفال، الذين أدعى أهاليهم، بأنهم «متضررين-من اللقاح». 15 مليون جنيه استرليني تم صرفها من مكتب المساعدات في هذه المقاضاة. منها 9.7 مليون ذهبت للمحامين، و 4.3 مليون للشهود. 
عدد متفرق من الحالات أدعى فيها الأهالي أن أطفالهم قد ماتو نتيجة للأورايب، تلقوا تعويضات تحت «مكيدة دفع أضرار اللقاح». 

### الولايات المتحدة
سلسلة الإجراءات القانونية المتعلقة بالتوحد (OAP)  هي تنسيق إجرائي أمام مكتب السادة الخاص في المحكمة الفدرالية في الولايات المتحدة – يطلق عليها تعارُفاً محكمة التطعيم. تم تأسيسها لإدارة شؤون قرابة 5000 عريضة ضد لقاحات، تتعلق بادعاءات أن أطفال قد حصلوا على التطعيمات وبدأ لديهم التوحد. اللجنة القائدة لتلك العرائض تدعي بأن لقاح الحصبة والنكاف والحصبة الألمانية يتسبب بالتوحد، ربما في حالة كونه مختلط ثلاثي. في 2007 هذه الحالات الاختبارية، تم تقديمها لاختبار الادعاءات المذكورة بشكل عام . 
في بعض الحالات، يكون محامي المدعي مُختار من قبل الإجراءات القضائية المتعلقة بالتوحد، والذين كانو مهتمين فقط بالتوحد والمشاكل المتعلقة بأمراض الأمعاء، حيث يقومون بمناقشة حالاتهم في محكمة اللقاحات المعتادة .
في 30 يوليو 2007 , عائلة بائلي بانكس، طفل يعاني من تأخر في النمو، ربحت قضيتها ضد وزارة الصحة والخدمات الإنسانية، في قضية أدرجت لاحقا ك«قضية غير متعلقة بالتوحد».السيد المختص ريتشارد ب. أيبل، حكم بأن عائلة بانكس قد نجحت في توضيح «أن لقاح الحصبة والنكاف والحميراء، قد تسبب بالحالة التي يعاني منها بايلي» في ختامه، حكم على أنه مقتنع بأن اللقاح قد تسبب بالتهاب يسمى التهاب النخاع والدماغ المتفرق الحاد. (ADEM) وقد توصل إلى هذا الاستنتاج بسبب حالتي التطعيم في 1994 و 2001 , والَّتين قد انتهيتا باستنتاج أن: «التهاب النخاع والدماغ الحاد المنتشر من الممكن أن يكون المتسبب به هو الإصابة الطبيعية بالحصبة والنكاف والحصبة الألمانية، أو تلقيه بحقنة».
في حالات أخرى لم يدعي المدعي العام أن الحقنة تسببت بالتوحد، بل تسببت بحالات مرضية للدماغ، أو التهاب دماغي، أو نوبات صرع مرضية. 

## أبحاث
انتشار التوحد تزايد بشكل كبير في ال1990 وبدايات ال2000 .هذا التزايد رجح أنه سببه التغيير في الممارسة التشخيصية . من غير المعلوم كمية، أو ما إذا كان، هذا التزايد من تغييرات حقيقة في تفشي المرض .
في 2004 , مراجعة من قبل ميتا تم دعمها من الاتحاد الأوروبي، ربطت دلائل معطاة في 120 دراسة أخرى واعتبرت آثار غير مرغوب فيها للقاح الحصبة والنكاف والحصبة الألمانية، مستنتجةً أنه مع أن اللقاح ارتبط مع نتائج إيجابية وأخرى سلبية، فإن علاقةً تربط بينها وبين التوحد كانت «غير مرجحة». أيضاً في 2004 , مراجعة مقالية تم نشرها استنتجت «إن الدلائل الآن مقنعة بأن لقاح الحصبة والنكاف والحصبة الألمانية، لا يتسبب بالتوحد، أو أي نوع ثانوي من أنواع أطياف التوحد». في مراجعة للكتابات المتعلقة بالتوحد واللقاح ذُكِر أنه:«معظم الأدلة تعطي استنتاج، أنه لا يوجد أي علاقة طارئة ما بين اللقاح واضطرابات التوحد». دراسة في عام 2007 اعتمدت الإطار المستخدم في دراسة ويكفيلد المنشورة 1998 في لانسِت، لتوضيح كيف يمكن لرسم بياني أن يسيء توضيح بياناته، وأعطت نصائح للكتاب والناشرين لاجتناب مثل هذه الاخطاء في المستقبل. في مراجعة مستقلة عام 2007 بعد نشر بحث ويكفيلد وجِد أن التقرير الأصلي قد قدم مُجبراً دلائل ضد فرضيته الأصلية. وفي مراجعة أخرى للعمل أجريت في عام 2004 لاجراءات المحكمة البريطانية لكنه لم يتم الإعلان عنه حتى عام 2007 , وجد أن تحليل نواتج سلسة تفاعلات البوليمرات المنشور في بحث ويكفيلد لم يكن بإمكانه اسنتاج أي علاقة ما بين التوحد واللقاح .
في عام 2012 , قامت مكتبة كوتشرين بنشر مراجعة فيها دزينة من الأبحاث العلمية تتعلق بحوالي 14,700,000 طفل، وجدت أنه لم يكن هناك دليل يُستند إليه عن علاقة اللقاح بالتوحد أو بداء كرون، أفاد الكُتاب المشاركون بالمراجعة بأنه "تصميم وتقرير سلامة الأبحاث التي تؤكد على عدم أمان نواتج لقاح الحصبة والنكاف، بعد وقبل التسويق، كانت غير سليمة بشكل كبير ". في يونيو من عام 2010 تحليل تلوي لأكثر من 1.25 مليون طفل، وجد أن مكونات اللقاح الثلاثي ليس لها أي تأثير على تطوير حالات التوحد أو أي من أطيافه ". وفي يوليو 2014 ,مراجعة منهجية وجدت "دلائل قوية على عدم ارتباط اللقاح بالتوحد". 

## تفشيات المرض
بعد بدأ القضية المثيرة للجدل، اعتماد اللقاح انخفض بشدة في المملكة المتحدة، من 92% في ال1996 إلى 84% في 2002 . في بعض مناطق لندن كانت قليلة إلى درجة 61% في 2003 , أقل بكثير من النسبة اللازمة لمنع تفشي الحصبة. بحلول 2006 تغطية اللقاح لذوي ال24 شهراً كان بنسبة 85%, أقل من تغطية بقية التطعيمات بنسبة 94% . 
بعد انخفاض معدل التطعيمات، حوادث حصول اثنين من أصل الأمراض الثلاثة تزايدت بشدة في المملكة المتحدة، في 1998 كان هناك حوالي 56 حالة مؤكد على اصابتها بالحصبة، في 2006 كان هناك 449 حالة في الأشهر الخمسة الأولى من السنة، مع أول وفاة في عام 1992 , الحالات حدثت في الأطفال الذين لم يتم تلقيحهم بالكميات الكافية، حالات الحصبة بدأت بالتصاعد في 1999 بعد سنوات من حالات متفرقة، وبحلول 2005 في المملكة المتحدة كان هناك انتشار للحصبة بالأشهر الأولى من 2005 يشير إلى 5000 حالة. الفئة العمرية المتأثِّرة كانت متقدمة بالعمر لتلقي اللقاح المناعي ضد الحصبة في فترة اشتهار البحث ضد اللقاح وكانت صغيرة بالعمر للتلقى المناعة بشكل طبيعي ضد الحصبة والنكاف والحصبة الألمانية . مع انخفاض معدلات التلقيح بعد تقديم تطعيمة الحصبة والنكاف والحصبة الألمانية، الأشخاص في تلك الفترة لم يتعرضوا للمرض، ولم يكونوا مناعة ضده، سواء طبيعية أو مُصنَّعة. بالتالي انخفضت نسب المناعة العامة بعد الجدلية الحاصلة بسبب بحث ويكفيلد، ارتفعت قابلية تفشي المرض. حالات الحصبة والنكاف استمرت في 2006 , بمعدل حالات جديدة يساوي 13 و37 ضعف عن الحالات في 1998. طفلين أصيبا بشدة وبشكل دائم بالحصبة، والتهابات الدماغ، برغم كونهما كانا في خضم الحصول علىزراعة كلى في لندن. 
حالات تفشي المرض تسببت بإصابات في دول مجاورة، ثلاثة وفيات و 1,500 حالة تم التبليغ عنها في إيرلندا في عام 2000 , والتي كانت نتيجية رئيسية لتقليل التطعيمات تبعاً لهلع اللقاح. 
في 2008 , لأول مرة منذ 14 سنة، تم الإعلان عن الحصبة على أنها مرض متوطن في المملكة المتحدة، بمعنى أن المرض قد تفشى حدوثه بين العامة، هذا كان بسبب استمرار رفض أخذ التطعيم ضد الحصبة والنكاف والحصبة الألمانية، نِسب أخذ اللقاح للأطفال الإنجليز استمرت للعامين 2007-2008 كما كانت في الأعوام الأخيرة. عندي مستوى أقل من اللازم لمنع تفشي المرض. في مايو 2008 , بريطاني ذو 17 عام كان يعاني من نقص في المناعة توفي بسبب الحصبة، في 2008 واجهت أوروبا انتشاراُ وبائياً للحصبة. ومع انتشارات أخرى في أستراليا، إيطاليا، وسويسرا . 
بعد تصريحات المجلة الطبية البريطانية في 2011 عن احتيالات ويكفيد، بول أوفيت، طبيب أطفال في مستشفى فيلاديلفيا للأطفال و «ناقد دائم لأضرار حركات معارضة التطعيمات» قال، «إن الورقة البحثية قد قتلت الأطفال». كما أضاف مايكل سميث من جامعة لويزفيل الطبية خبير في مراقبة نِسب التوحد المتعلقة بالمناعة «من الواضح، أن نتائج دراسة ويكفيلد أدت إلى نتائج تراجعية». في 2014 , لوري غيريت، زميل أقدم في مجلس العلاقات الخارجية، ألقى اللوم على «مناصرة ويكفيلد» لزيادة نسب عدم تلقيح الأطفال في بلدان كأستراليا ونيوزيلندا قال «إن بياناتنا قد أشارت أنه حيثما وصلت رسالة ويكفيلد، تبعه تفشي الحصبة».

### الأثر على المجتمع
قالت مجلة "نيو إنجلند الطبية " أن نشاطات مناهضي التطعيم تتسبب بالثمن الغالي على المجتمع، تتضمن أضراراً على الأفراد وصحتهم من تفشيات الأمراض المُتحكًّم بها سابقاً، انسِحاب مُصنِّعي اللقاحات من السوق، يسبب خرابا للأمن الوطني (في حالة داء الجمرة والجدري), وكما تؤثر على الإنتاج العام."
تكاليف انخفاض معدلات التطعيم على المجتمع (محسوبة بالدولار الأميريكي) قُدِّرت من قبلإيه أو إل اليومية الاقتصادية في 2011 : 
- في تفشي وبائي للحصبة عام 2002-2003 في إيطاليا، «والذي أدى إلى إقامة أكثر من 5000 شخص بالمستشفى، كلَّف ما يقارب 17.6 مليون يورو و 22 مليون»
- تفشي آخر للحصبة في 2004 «من طفل غير مُلقح ضد الحصبة عائد من الهند في 2004 , كان له كلفة 142,452$».
- تفشي للحصبة في 2006 في شيكاغو «بسبب تطعيمات ضعيفة للموظفين، تسببت للشركة 262,788$ أو 29,199$ لكل حالة»
- في 2007 تفشي في نوفا سكوتيا كلًّف 3,511$ لكل حالة .
- حالة تفسي حصلت في 2008 في سان دييغو، كاليفورنيا، كلفت 177,000$ أو 10,376$ لكل حالة .

في الولايات المتحدة، لامت جيني مكارثي، التلقيحات على الأمراض المصاب بها ابنها إيفان وتمكنت بسبب شهرتها أن تحذر الأهالي من رابط ما بين التوحد والتطعيمات . مرض إيفان بدأ بنوبات وتحسنت حالته بعد معالجة النوبات، خبراء في الأعراض علقوا بأن حالته مرتبطة بمتلازمة لاندوا-كليفنر، غالباً ما تُشخَّص خطاً على أنها توحد. بعد تكذيب مقالة اللانسِت، مكارثي استمرت بالدفاع عن ويكفيلد. مقالة في موقع salon.com  قامت بوصف مكارثي بالجنون، بسبب استمرارها بموقفها أن التطعيمات خطِرة على الصحة . 